# Epiphone

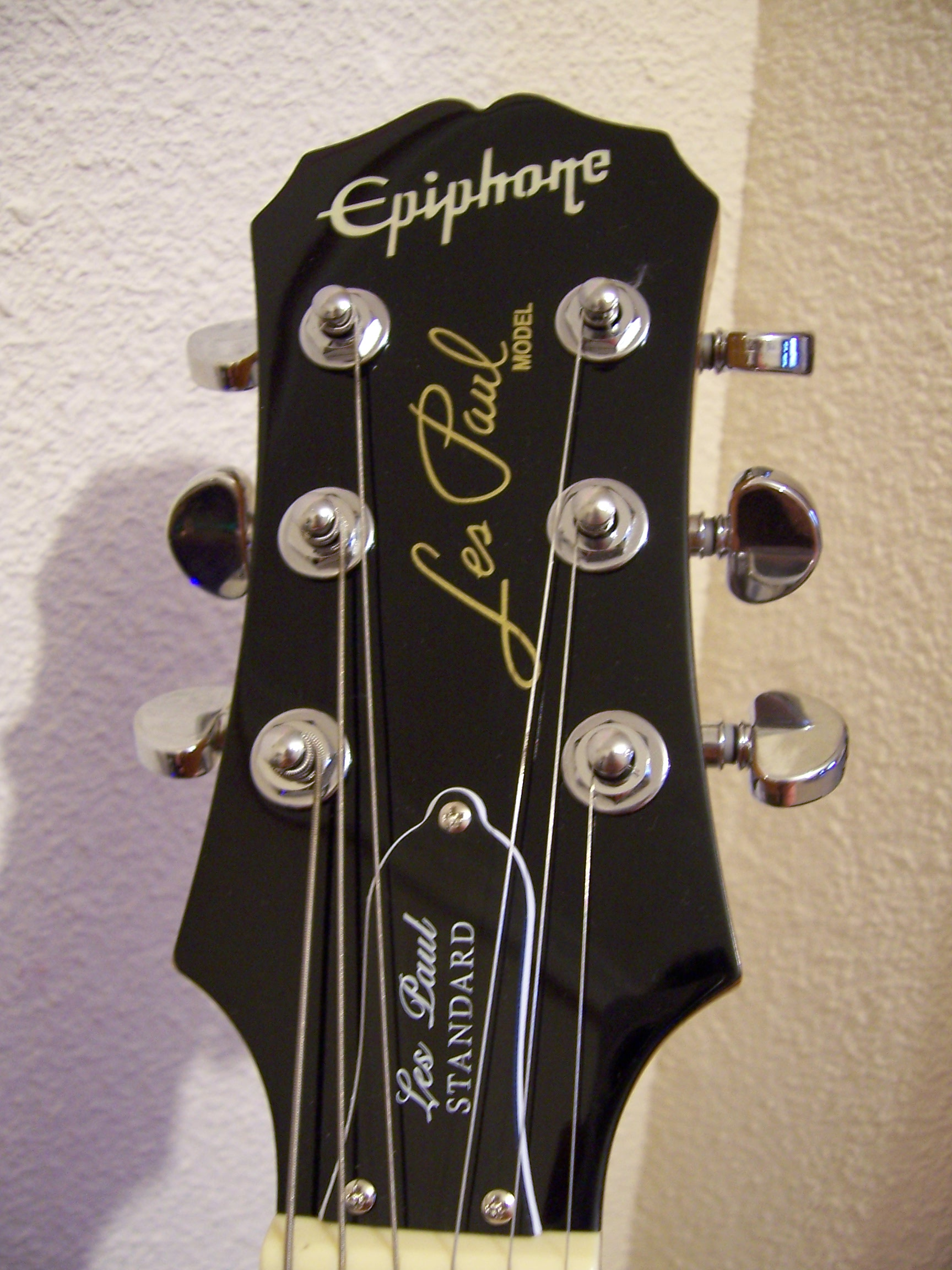
Clavijero de una Guitarra Epiphone Les Paul Standard Plain-Top.

The Epiphone Company es una compañía fabricante de instrumentos musicales. A finales de los años 50, era el principal rival de Gibson en guitarras tipo archtop, pero la compañía crecería poco después de la II Guerra mundial y pronto sería absorbida por Gibson.
Además de guitarras eléctricas, Epiphone fabrica bajos, banjos, otros instrumentos de cuerdas y equipos de amplificación, tanto de guitarra como de bajo.

## Historia
La marca fue fundada por el griego Epaminondas ("Epi") Stathopoulo (en griego Επαμεινώνδας Σταθόπουλο) tras heredar el negocio de su padre, "La Casa de Stathopoulo", en 1915. El nombre Epiphone (una combinación del acrónimo "Epi" y "phone", del griego "sonido") no aparecería hasta 1924. En sus inicios el negocio familiar se dedicaba a la construcción de mandolinas. Cuando Epaminondas heredó el negocio, cesó la producción de mandolinas y comenzó a fabricar banjos como principal instrumento de la casa, debido a la popularidad que la música country había adquirido en aquellos años. En el año 1929 comenzó a fabricar guitarras, aprovechando la popularidad de la música Jazz. Sin embargo sus primeras guitarras no tuvieron éxito, debido a que ese mismo año se desató en Estados Unidos la peor crisis económica de la historia, conocida como "La gran depresión". Más adelante, en 1931 Epiphone lanza al mercado la línea de guitarras que definiría su estética, la Masterbilt, convirtiéndose así en el principal competidor de Gibson (esta marca había sacado al mercado el modelo L5). En 1935 sale al mercado la primera guitarra eléctrica, de la marca Rickenbacker, Epiphone para no quedarse atrás lanza el Epiphone Electer, el primer amplificador. La firma es responsable de grandes inventos en el mundo de la guitarra, como el "Tonexpressor", un pedal que permitía jugar con el volumen y el tono de la señal, posteriormente conocido como "Wha". También crearon las primeras guitarras de 7 cuerdas. En 1941 nace otra de las guitarras célebres de Epiphone, la Zephyr. Finalmente la empresa sufrió dos grandes golpes que acabarían con ella, el ataque a Pearl Harbor en el marco de la intervención de EE. UU. en la Segunda Guerra Mundial en 1941, la cual trajo consigo nuevamente desestabilidad económica en Estados Unidos, y la muerte de Epaminodas a los 50 años en 1943. Tras estos sucesos la empresa quedó a cargo de Orphi y Phrixo Stathopoulo, hermana y hermano de Epaminodas respectivamente, pero debido a desacuerdos entre los hermanos la empresa fue vendida a finales de los años cuarenta a Continental (C.C. Conn Ltd.), empresa que se dedicaba a la distribución de instrumentos de viento. En 1953 la fábrica es trasladada de Nueva York a Philadelphia para evitar la sindicalización de los trabajadores, pero esto tuvo como consecuencia algo peor, sus mejores artesanos se fueron a trabajar a la compañía "Guild Guitars". Debido a esto Epiphone bajó su calidad de manufactura, disminuyendo debido a esto sus ventas. Phrixo Stathopoulo muere en 1957, y la empresa es adquirida por Gibson. Sus guitarras comenzaron a ser construidas en la fábrica de Gibson en Kalamazoo. En esta época se fabricaron los modelos más míticos de Epiphone, como la Epiphone Crestwood, Epiphone "the Professional" y la Epiphone Olympic. En los años 60 se lanza al mercado el modelo más célebre en la historia de Epiphone, la Epiphone Casino, inspirada en la Gibson ES-330. Esta legendaria guitarra es conocida por haber sido fiel compañera de John Lennon durante los últimos álbumes de The Beatles, especialmente el White Album de 1969. Actualmente se comercializan de esta guitarra tanto modelos con especificaciones actualizadas como reediciones con las especificaciones de las primeras Casino. Dos de estas reediciones son la Epiphone Casino Inspired By John Lennon, y la Limited Edition 50th anniversary "1961" Casino TD.
Epiphone estaba destinada a ser la segunda marca de Gibson, y en 1970 la producción de las guitarras Epiphone fue trasladada a Japón, para abaratar costos. Estas guitarras se fabricaban en la factoría Matsumoku. De igual forma estas guitarras seguían teniendo una excelente calidad, y para abaratar aún más costos, la producción fue enviada en los años 80 a la fábrica de Samick en Corea. En el año 1986 aparecen nuevos modelos como la Epiphone Sheraton y la Epiphone Emperor, en el mismo año surge la idea de agregar al catálogo versiones económicas de los modelos Gibson, como la Les Paul, la SG, la Flying V y la Explorer. El guitarrista de Oasis Noel Gallagher utilizaba una Epiphone Sheraton como guitarra principal, debido a esto Epiphone creó una guitarra Signature para Noel Gallagher, la Epiphone Supernova. A finales de los años 90 aparecen en el mercados los famosos "pack para principiantes" que llevaban una guitarra Epiphone (de muy baja calidad), un amplificador y un cable. En el 2002 Epiphone vuelve a fabricar guitarras en Japón, con la calidad de las Epiphone de antaño, a esta serie se la denomina Elitist. En el mismo año comienzan las negociaciones para que Epiphone pudiera tener una fábrica propia en china, ya que hasta el momento las guitarras eran fabricadas por la empresa Samick.
Epiphone es hoy en día la segunda marca de Gibson, convertida en una línea de instrumentos más accesibles, al igual que Fender con Squier. Debido a esto, muchos de los instrumentos son similares a las versiones más caras de Gibson. De igual forma se siguen fabricando reediciones, con calidad similar a las antiguas guitarras Epiphone (La serie Elitist es una serie de reediciones).
La mejor línea de archtops fue la Epiphone Casino. Casino fue hecha con la forma de una guitarra Gibson ES-330.

## Casino
El modelo Casino, fabricado desde hace 40 años, fue relanzado por la compañía en esta década con un estándar de construcción muy mejorado para poder volver a ofrecer una guitarra del mismo nivel de calidad . Este modelo está disponible en su color original Sunburst (Guitarra), o también en el color natural . Fue utilizado bastante por The Beatles y Paul McCartney en la actualidad.

## Tiempos modernos

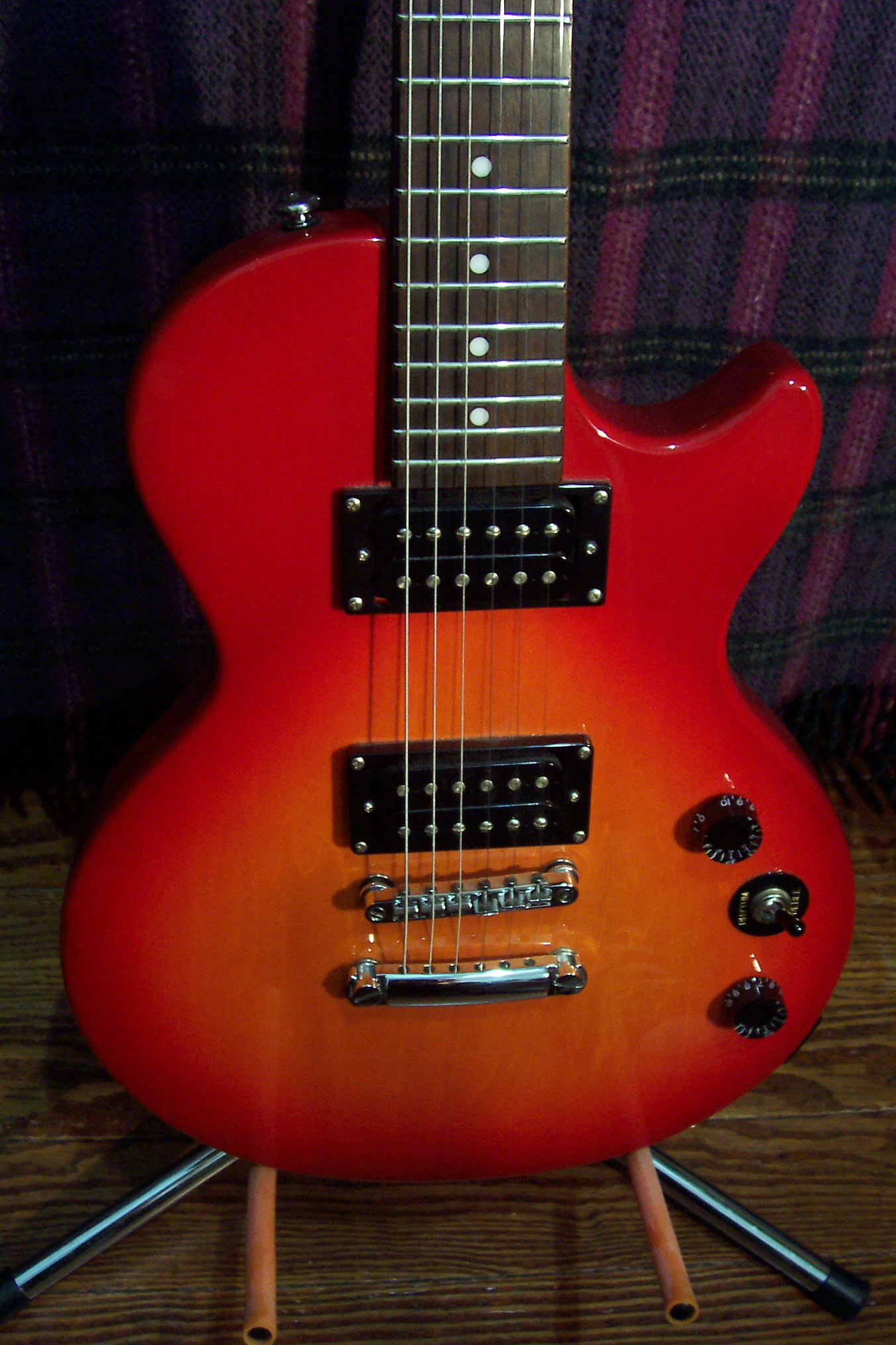
Cuerpo de una Epiphone Les Paul Special-II color Heritage Cherry Sunburst (HS).

A finales de 1970, Epiphone comenzó a fabricar sus guitarras en distintas plantas de Asia con la intención de reducir costes, considerando que los estándares de producción de algunos países del continente, con una reciente experiencia construyendo guitarras, podían ya homologarse a los exigidos por Gibson. Inicialmente se desplazó la producción a Japón, aunque, a principios de la década de 1990, la empresa Samick —que también manufactura guitarras para otras marcas— se ocuparía en Corea junto con otras plantas entre las que destacan Usung y Saein además de la mencionada Samick de los modelos de calidad intermedia en Corea, reservándose para la fábrica japonesa los modelos de la serie «Elitist», que ya no se fabrican. Los modelos fabricados en la planta coreana eran, como los construidos tradicionalmente en Estados Unidos, de madera maciza —generalmente caoba— y tapa armónica de arce: en los modelos Standar Plus Top, incluso, la unión entre mástil y cuerpo se hace con la habitual media espiga para favorecer la duración de las notas («sustain») del instrumento.
En 1992, Samick abrió una nueva planta en Cileungsi (Indonesia), a la que trasladó la mayor parte de su producción —abandonando finalmente, en 1999, su anterior nombre de marca para pasar a llamarse Greg Bennett Guitars— y donde continúa fabricando modelos para Epiphone, al igual que para Squier, Washburn o Hohner, entre otras. En 2002 Gibson abrió otra planta en Qingdao (China), donde actualmente se construyen otra buena parte de las guitarras Epiphone.
En 1990 Epiphone trasladó una pequeña parte de la producción de sus modelos SG y Les Paul Standard a lo que por aquel entonces era Checoslovaquia (hoy República Checa) en una fábrica ya existente de instrumentos ("bohemia músico- delica") la planta de Bohemia era conocida por fabricar instrumentos de calidad y gibson les dejó cierta libertad a la hora de construir estos modelos que, de hecho, tienen la particularidad de poseer ajuste de alma por tuerca y llevar long Tenon en la unión del mástil con el cuerpo lo que unido al hecho de que utilizaban diferentes proveedores que el resto de factorías coreanas y chinas (muy probablemente japoneses) hace que estos limitados modelos estén muy cotizados en la actualidad. En 2001 Gibson decidió dejar de fabricar unidades en República Checa debido a los altos costes de producción en la planta de Bohemia limitando la fabricación de estos modelos a las plantas de Corea y China.

## Patrocinadores
Como casi todas las marcas de guitarras, Epiphone produce cada año modelos "signature", que pretenden obtener nuevos clientes usando como reclamo el uso de guitarras similares a las de guitarristas famosos.
La super-estrella jamaiquina del reggae Bob Marley usó durante gran parte de su carrera, y en la mayoría de los conciertos, la guitarra Gibson Les Paul Special. Epiphone produce un modelo "Bob Marley", tras llegar a un acuerdo con sus herederos. En la actualidad es usada por Stephen Marley (hijo de Bob Marley).
El roquero Británico Noel Gallagher, primer guitarra del grupo Oasis, ha hecho a la línea Epiphone cada vez más popular. Durante la época más alta de Oasis, entre 1995 y 1996, Epiphone introdujo la Noel Gallagher Union Jack Supernova, una guitarra semi hueca, que se sigue produciendo actualmente. La guitarra era cara, pero fue igualmente muy exitosa. Epiphone le debe mucho de su éxito comercial actual a Oasis.
Tony Iommi patrocina un modelo para la marca (Epiphone Tony Iommi G-400) con su firma. Esta guitarra tiene pastillas Gibson Iommi y ha sido aclamada mundialmente por su sonido y aspecto "malvado", aunque existe una versión similar, y mucho menos costosa : la "Epiphone SG G400 Gothic". Por supuesto, Iommi siempre usó en directo el modelo Gibson auténtico, aunque dispone de una versión Epiphone para trabajo en estudio.
Davil Rawlings toca casi exclusivamente una Epiphone Olympic archtop de 1935, cuando toca con Gillian Welch.
Nick Valensi, de The Strokes, toca una Riviera que él mismo configuró colocándole pastillas Gibson P-94. Epiphone ofrece este modelo como parte de la gama Elitist.